# Porzana
Genre
Le genre Porzana regroupe des oiseaux aquatiques de petite taille et discrets appartenant à la famille des Rallidae.

## Liste des espèces
D'après la classification de référence (version 15.1, 2025) du Congrès ornithologique international (ordre phylogénique) :
- Porzana carolina – Marouette de Caroline
- Porzana porzana – Marouette ponctuée
- Porzana fluminea – Marouette d'Australie